# John Pasquin
John Pasquin (n. 30 de noviembre de 1944; Estados Unidos) es un director y productor de cine y televisión estadounidense. Candidato en tres ocasiones a los Premios Emmy. Ha dirigido películas como The Santa Clause (1994), Miss Congeniality 2: Armed and Fabulous (2005) o numerosos episodios de la serie de televisión Home Improvement (1991-1999).

## Biografía
John Pasquin nació el 30 de noviembre de 1944 en Estados Unidos. En la actualidad está casado con la actriz JoBeth Williams desde 1982, con la que tiene dos hijos fruto del matrimonio, Will y Nick. JoBeth Williams es su segunda mujer ya que estuvo casado con anterioridad, habiendo tenido una hija fruto de ese primer matrimonio llamada Sarah.

## Carrera
La carrera de John Pasquin se ha desarrollado en su práctica totalidad en el ámbito de la televisión, habiendo dirigido series como L.A. Law,de la que dirigió cuatro episodios entre 1987 y 1989 y que le supusieron una candidatura a al Primetime Emmy a la mejor dirección - Serie dramática. Poco después dirigió veinticinco episodios de la aclamada serie Roseanne (1989-1990) protagonizada por Roseanne Barr y John Goodman y consiguió su mayor éxito en televisión con Tim Allen y la serie Home Improvement de la que filmó 31 episodios entre 1991 y 1999, siendo de nuevo candidato a los  Premios Emmy en la categoría de Primetime Emmy a la mejor serie de comedia, además produciría algunos de los capítulos; posteriormente participaría en George Lopez dirigiendo dieciséis episodios, implicándose de nuevo en las tareas de producción.
En su trayectoria cinematográfica no ha cosehado grandes éxitos, excepto la comedia navideña The Santa Clause (1994) protagonizada por Tim Allen que consiguió recaudar 189 millones de dólares en las taquillas de todo el mundo y conseguir el apoyo de la prensa cinematográfica. Ha colaborado en otras dos ocasiones con Tim Allen en las comedias Jungle 2 Jungle (1997) y Joe Somebody (2001), siendo ambas prominentes fracasos de crítica y público. Su experiencia en cine termina con la secuela de Miss Congeniality titulada Miss Congeniality 2: Armed and Fabulous (2005), protagonizada por Sandra Bullock, siendo hasta la fecha la cinta peor valorada de su carrera.

## Filmografía
- Filmografía como director en cine.

| Año  | Película                                |
| ---- | --------------------------------------- |
| 1994 | The Santa Clause                        |
| 1997 | Jungle 2 Jungle                         |
| 2001 | Joe Somebody                            |
| 2005 | Miss Congeniality 2: Armed and Fabulous |

## Premios
Emmy
| Año  | Categoría                                             | Película         | Resultado |
| ---- | ----------------------------------------------------- | ---------------- | --------- |
| 1993 | Primetime Emmy a la mejor serie de comedia            | Home Improvement | Candidato |
| 1992 | Primetime Emmy a la mejor serie de comedia            | Home Improvement | Candidato |
| 1989 | Primetime Emmy a la mejor dirección - Serie dramática | L.A. Law         | Candidato |